# 張正吟
張正吟（1912年-1995年），原名镇瀛，又名志熙，江蘇南京人，是中國“新金陵花鳥畫派”代表人物、古琴演奏家。

## 生平
張正吟於1912年出生於江蘇南京，幼時在南京安徽中學（今第六中學前身）學習，并展現出對繪畫的興趣。15歲時拜張二樹為師學習繪畫。1933年高中畢業後即考入國立中央大學藝術系，素描師法徐悲鴻、人物法呂鳳子、山水法張大千、汪采白，後來又拜高劍父為師。
1937年大學畢業後受聘回到安徽中學擔任美術教員。因為家人經營著名為“泰來”的旅社，而家境頗殷。但在日本侵華戰爭爆發後因為南京淪陷而陷入貧困。因為不愿屈從于南京政權而在採石磯跳江自殺，但被漁民救起。隨後閉門不問世事。
戰爭結束後回到安徽中學任職，泰來旅社也恢復了正常經營。到中華人民共和國成立為止，常舉辦畫展，蜚聲國內外。1949年之後依舊在南京各中學從事教學工作。1952年協助成立南京樂社，並延攬劉少椿為古琴老師，培養古琴演奏者。1961年在新街口東北角的南京日報報社二層舉辦了首場個人畫展。
文化大革命爆發之後，因為不願受批鬥之辱而再度跳江自殺，在長江江心被漁民救起，而亦未能免於批鬥之苦，家中所藏書畫和古琴亦遭到毀奪。不過依據張正吟的弟子回憶，張認為這對他來說是一種新生。
1990年，張正吟「八十大壽師生古琴音樂會」在南京舉行，琴家李禹賢、龔一、林友仁、戴樹紅參加演出。
1992年10月在江蘇省美術館舉行畫展，雖然不久之後便罹患帕金森綜合症，但仍然堅持繪畫。1995年逝世。

## 軼事
張正吟居於南京三条巷六合里九号，因此其居所被友人戲稱為“三六九”，後來更成為了張正吟的代號。而張自己也趣稱這是指“三無”（無求於名、利，不媚俗）、“六法”、“畫九”。此外他還有一枚朱印“不閑居”（亦解作“不閑人”等），這也是蕭嫻為張正吟題匾“行宫深巷三六九，丹青琴瑟不闲人”的來源。
儘管遭受南京政權和文革的摧殘，張正吟仍完好地保留下了一張曾由李清照使用的古琴，後來他將這張琴贈給了自己的弟子龔一，後者多次出國演出皆曾使用。這張琴被龔一称為“正吟琴”。